# Robinson (Name)
Robinson ist ein häufiger Familienname und seltener auch ein männlicher Vorname.

## Bedeutung
Der Name ist patronymisch gebildet und bedeutet „Sohn des Robin“.

## Varianten
Varianten sind Robson, Robeson, Robison und Robinsohn.

## Namensträger

### Vorname
- Robinson Khoury (* 1995), französischer Jazzmusiker
- Robinson Reichel (* 1966), deutscher Schauspieler und Synchronsprecher

### Fiktive Personen
- Robinson Crusoe, Ich-Erzähler und Protagonist des Romans Robinson Crusoe von Daniel Defoe

### A
- Abigail Robinson (* 1998), britische Parakletterin
- Abraham Robinson (eigentlich Abraham Robinsohn; 1918–1974), US-amerikanischer Mathematiker
- Adolf Robinson (1838–1920), österreichischer Sänger (Bariton)
- Adrian Robinson (Schwimmer) (* 2000), botswanischer Schwimmer
- Adrian Robinson (Footballspieler) (1989–2015), US-amerikanischer Footballspieler
- Adrian Henry Wardle Robinson (1925–2018), britischer Geograph
- Agnes Mary Frances Robinson (1857–1944), britische Dichterin, Schriftstellerin, Essayistin, Literaturkritikerin und Übersetzerin
- Al Robinson (1947–1974), US-amerikanischer Boxer
- Alice Robinson (* 2001), neuseeländische Skirennläuferin
- Allen Robinson (* 1993), US-amerikanischer Footballspieler
- Amelia Boynton Robinson (1911–2015), US-amerikanische Bürgerrechtlerin
- Aminah Robinson (1940–2015), US-amerikanische Künstlerin
- Anastasia Robinson (um 1692–1755), englische Opernsängerin, Händel-Interpretin
- Andre Robinson (* 2004), US-amerikanischer Schauspieler und Synchronsprecher
- Andrew Robinson (* 1942), US-amerikanischer Schauspieler
- Andy Robinson (* 1964), englischer Rugby-Union-Spieler und Trainer
- Angel Robinson (Basketballspielerin, 1987) (* 1987), US-amerikanische Basketballspielerin
- Angel Robinson (Basketballspielerin, 1989) (* 1989), US-amerikanische Basketballspielerin
- Angela Robinson (* 1971), US-amerikanische Filmregisseurin
- Ann Robinson (* 1929), US-amerikanische Schauspielerin
- Ann Turner Robinson (vor 1716–1741), englische Sängerin, Händel-Interpretin
- Anna Lynch-Robinson, Bühnenbildnerin und Ausstatterin
- Anne Robinson (* 1944), englische Fernsehmoderatorin
- Annot Robinson (1874–1925), britische Frauenrechtlerin und Pazifistin
- Antonee Robinson (* 1997), US-amerikanisch-englischer Fußballspieler
- Armin L. Robinson (1900–1985), Librettist und Musikverleger
- Arnie Robinson (1948–2020), US-amerikanischer Leichtathlet
- Arthur Robinson (Leichtathlet), britischer Leichtathlet
- Arthur Charles Robinson (1878–1929), englischer Fußballspieler, siehe Nat Robinson
- Arthur H. Robinson (1915–2004), US-amerikanischer Kartograf
- Arthur N. R. Robinson (1926–2014), Politiker aus Trinidad und Tobago
- Arthur Raymond Robinson (1881–1961), US-amerikanischer Politiker
- Ashley Robinson (* 1982), US-amerikanische Basketballspielerin
- Austin Robinson (1897–1993), britischer Ökonom

### B
- Barbara Robinson (1927–2013), US-amerikanische Schriftstellerin
- Barry Robinson (Leichtathlet) (* 1937), neuseeländischer Leichtathlet
- Barry Robinson (Rennfahrer) (* 1949), britischer Autorennfahrer
- Basil Robinson (1915–1992), jamaikanischer Polizeibeamter und Polizeichef
- Benjamin C. Robinson, US-amerikanischer Ingenieur
- Benjamin Lincoln Robinson (1864–1935), US-amerikanischer Botaniker
- Benn Robinson (* 1984), australischer Rugby-Union-Spieler
- Bernard Robinson (1912–1970), britischer Filmarchitekt
- Bertram Fletcher Robinson (1870–1907), englischer Sportler, Journalist und Autor
- Betty Robinson (1911–1999), US-amerikanische Sprinterin
- Beverley Robinson (Offizier) (1723–1792), amerikanischer Kolonist, Colonel der Loyalisten
- Beverley Robinson (Biathletin) (* 1974), britische Biathletin
- Bijan Robinson (* 2002), US-amerikanischer American-Football-Spieler
- Bill Robinson (Mr. Bojangles; 1877–1949), US-amerikanischer Stepptänzer
- Billy Robinson (1938–2014), britischer Wrestler
- Billy Robinson (Saxophonist) (1939–2005), US-amerikanischer Jazz-Saxophonist
- Boardman Robinson (1876–1952), kanadisch-amerikanischer Zeichner, Karikaturist und Maler
- Bobby Robinson (Musikproduzent) (1917–2011), US-amerikanischer Musikproduzent
- Bobby Robinson (Fußballspieler, 1879) (Robert Smith Robinson; 1879–1950), englischer Fußballspieler
- Bobby Robinson (Fußballspieler, 1921) (Robert Robinson; 1921–1975), englischer Fußballspieler
- Bobby Robinson (Fußballspieler, 1950) (Robert Sharp Robinson; 1950–1996), schottischer Fußballspieler
- Brendan Robinson (* 1990), US-amerikanischer Schauspieler, Autor und Produzent
- Brent Robinson (* 1981), kanadischer Eishockeyspieler
- Brett Robinson (Rugbyspieler) (* 1970), australischer Rugby-Union-Spieler und -Funktionär
- Brett Robinson (Leichtathlet) (* 1991), australischer Leichtathlet
- Brian Robinson (Radsportler) (1930–2022), britischer Radsportler
- Brian Robinson (Rennfahrer) (* 1948), britischer Automobilrennfahrer
- Brian Robinson (Fußballspieler) (* 1953), kanadischer Fußballspieler
- Brian Robinson (Rugbyspieler) (* 1966), irischer Rugbyspieler
- Brian Robinson (Filmeditor) (Brian M. Robinson), US-amerikanischer Filmeditor
- Brian Robinson Jr., US-amerikanischer American-Football-Spieler
- Brian S. Robinson (* 1965), Generalleutnant der US Air Force
- Bridget Robinson (* 1940), britische Speerwerferin und Sprinterin
- Brooks Robinson (1937–2023), US-amerikanischer Baseballspieler
- Bruce Robinson (Offizier) (1912–1998), britischer Offizier der Luftstreitkräfte des Vereinigten Königreichs
- Bruce Robinson (* 1946), britischer Filmschaffender
- Bruce Robinson (Sportfunktionär) († 2010), kanadischer Sportfunktionär
- Buddy Robinson (* 1991), US-amerikanischer Eishockeyspieler
- Bumper Robinson (* 1974), US-amerikanischer Schauspieler

### C
- Callum Robinson (* 1995), englisch-irischer Fußballspieler
- Calvin Robinson (* 1985), englischer Diakon, Schriftsteller und Medienpersönlichkeit
- Carl Robinson (* 1976), walisischer Fußballspieler
- Carol V. Robinson (* 1956), englische Chemikerin
- Casey Robinson (1903–1979), US-amerikanischer Drehbuchautor, Filmregisseur und -produzent
- Cecoy Robinson (* 1987), bermudischer Fußballspieler
- Cedric J. Robinson (1940–2016), US-amerikanischer Politikwissenschaftler
- Charles Robinson (Politiker) (um 1732–1807), englischer Politiker
- Charles Robinson (Illustrator) (1870–1937), britischer Illustrator
- Charles Robinson (Schauspieler) (1945–2021), US-amerikanischer Schauspieler
- Charles Robinson (Ringrichter) (* 1964), US-amerikanischer Wrestling-Ringrichter
- Charles Robinson (* 1991), US-amerikanischer Eishockeyspieler, siehe Buddy Robinson
- Charles D. Robinson (1822–1886), US-amerikanischer Politiker
- Charles David Robinson (1870–1948), irischer Ordensgeistlicher, römisch-katholischer Erzbischof und vatikanischer Diplomat, siehe Paschal Robinson
- Charles L. Robinson (1818–1894), US-amerikanischer Politiker
- Charles Newton Robinson (1853–1913), britischer Fechter und Barrister
- Charles W. Robinson (1919–2014), US-amerikanischer Geschäftsmann und Politiker
- Chase F. Robinson, US-amerikanischer Historiker
- Chip Robinson (* 1954), US-amerikanischer Autorennfahrer
- Chris Robinson (Schauspieler) (Christopher Robinson; 1938–2025), US-amerikanischer Schauspieler und Regisseur
- Chris Robinson (Sänger) (Christopher Mark Robinson; * 1966), US-amerikanischer Sänger
- Chris Robinson (Basketballspieler) (Chris Sean Robinson; * 1974), US-amerikanischer Basketballspieler
- Chris Robinson (Regisseur), US-amerikanischer Film- und Videoregisseur
- Christina Robinson (* 1997), US-amerikanische Schauspielerin
- Christopher Robinson (Politiker, 1645) (1645–1693), US-amerikanischer Politiker
- Christopher Robinson (Politiker, 1763) (1763–1798), US-amerikanischer Soldat, Anwalt und Politiker in Kanada
- Christopher Robinson (Politiker, 1806) (1806–1889), US-amerikanischer Politiker
- Christopher Robinson (Bischof) (1903–1988), Bischof der Church of England zunächst in Lucknow und danach von Bombay
- Clement F. Robinson (1882–1964), US-amerikanischer Anwalt und Politiker
- Cleophus Robinson (1932–1998), US-amerikanischer Sänger, Songwriter, Entertainer und Prediger
- Cliff Robinson (* 1960), US-amerikanischer Basketballspieler
- Clifford Robinson (1966–2020), US-amerikanischer Basketballspieler
- Clifford William Robinson (1866–1944), kanadischer Politiker
- Clint Robinson (* 1972), australischer Kanute
- Corey Parker Robinson (* 1975), US-amerikanischer Schauspieler
- Cornelius Robinson (1805–1867), US-amerikanischer Politiker
- Cornelius Robinson (Bischof) († 2013), Bischof aus St. Lucia
- Craig Robinson (* 1971), US-amerikanischer Schauspieler und Comedian
- Cynthia Addai-Robinson (* 1985), US-amerikanische Schauspielerin
- Cynthia Robinson (1944–2015), US-amerikanische Trompeterin und Sängerin

### D
- Damisa Robinson (* 1981), nigerianischer Tennisspieler
- Dar Robinson (1947–1986), US-amerikanischer Stuntman und Schauspieler
- Darius Robinson (* 1991), US-amerikanischer American-Football-Spieler
- Darcy Robinson (1981–2007), italo-kanadischer Eishockeyspieler
- Darren Robinson (Rapper) (1967–1995), amerikanischer Rapper
- Darren Robinson (Gitarrist) (* 1978), amerikanischer Gitarrist
- Dave Robinson (* 1941), US-amerikanischer American-Football-Spieler
- David Robinson (Filmhistoriker) (* 1930), britischer Filmhistoriker und -kritiker
- David Robinson (Fußballspieler, 1937)  (1937–2006), englischer Fußballspieler
- David Robinson  (* 1965), US-amerikanischer Basketballspieler
- David Robinson (Fußballspieler, 1965)  (* 1965), englischer Fußballspieler
- David Robinson (Fußballspieler, 1969)  (* 1969), englischer Fußballspieler
- David Robinson (Basketballspieler, 1969) (* 1969), US-amerikanisch-deutscher Basketballspieler
- David C. Robinson (Filmproduzent), US-amerikanischer Filmproduzent
- David C. Robinson (Kostümbildner), Kostümbildner
- David G. Robinson (1947–2024), englischer Zellbiologe
- David M. Robinson (Diplomat) (* 1955), US-amerikanischer Diplomat
- David M. Robinson (Historiker) (* 1965), US-amerikanischer Historiker
- David Moore Robinson (1880–1958), US-amerikanischer Archäologe
- Dawan Robinson (* 1982), US-amerikanischer Basketballspieler
- Dawn Robinson (* 1968), US-amerikanische Sängerin
- Derek Robinson (Wirtschaftswissenschaftler) (* 1932), britischer Wirtschaftswissenschaftler
- Derek Robinson (Schriftsteller) (* 1932), britischer Schriftsteller
- Derek Charles Robinson (1941–2002), britischer Physiker
- Derek John Scott Robinson (* 1938), britischer Mathematiker
- Derek W. Robinson (1935–2021), britischer Physiker und Mathematiker
- Desmond Robinson (1927–2015), britischer Radrennfahrer
- Dewey Robinson (1898–1950), US-amerikanischer Schauspieler
- Donald „Donny“ Robinson (* 1983), US-amerikanischer Radrennfahrer
- Doug Robinson (Leichtathlet) (fl. 1950), kanadischer Speerwerfer und Stabhochspringer
- Doug Robinson (Schauspieler) (1930–2021), britischer Schauspieler und Stuntman
- Doug Robinson (Eishockeyspieler) (* 1940), kanadischer Eishockeyspieler
- Douglas Robinson (* 1954), US-amerikanischer Sprachwissenschaftler, Autor und Übersetzer
- Douglas Robinson (Cricketspieler) (1864–1937), britischer Offizier und Cricketspieler
- Dove-Myer Robinson (1901–1989), neuseeländischer Unternehmer, Umweltaktivist und langjähriger Bürgermeister von Auckland
- Duncan Robinson (* 1994), US-amerikanischer Basketballspieler
- Dunstan Fitzgerald Robinson (1919–1998), jamaikanischer Offizier

### E
- Earl Robinson (1910–1991), US-amerikanischer Komponist und Sänger
- Eden Robinson (* 1968), kanadische Schriftstellerin
- Eden Robinson (Leichtathletin) (* 2006), britische Siebenkämpferin
- Edina Robinson (* 1978), deutsche Schauspielerin
- Edward Robinson (Theologe) (1794–1863), US-amerikanischer protestantischer Theologe und Palästinaforscher
- Edward Robinson (Politiker) (1796–1857), US-amerikanischer Politiker (Maine)
- Edward Robinson (Archäologe) (1858–1931), US-amerikanischer Archäologe
- Edward Robinson (Rugbyspieler) (1927–1983), neuseeländischer Rugby-Union-Spieler
- Edward G. Robinson (1893–1973), US-amerikanischer Schauspieler
- Edward G. Robinson junior (1933–1974), US-amerikanischer Schauspieler
- Edward Gay Robinson (1919–2007), US-amerikanischer American-Football-Spieler und -Trainer, siehe Eddie Robinson
- Edward R. Robinson (1893–1979), US-amerikanischer Artdirector und Szenenbildner
- Edwin Arlington Robinson (1869–1935), US-amerikanischer Dichter
- Elliott Forbes-Robinson (* 1943), US-amerikanischer Autorennfahrer
- Elmer Robinson (Politiker) (1894–1982), US-amerikanischer Jurist und Politiker
- Elmer Robinson (Klimatologe) (1924–2016), US-amerikanischer Atmosphärenwissenschaftler und Meteorologe
- Elroy Robinson (1913–1989), US-amerikanischer Leichtathlet
- Elzadie Robinson (* um 1900), US-amerikanische Bluessängerin
- Emma Robinson (Schriftstellerin) (1814–1890), englische Schriftstellerin
- Emma Robinson (Ruderin) (* 1971), kanadische Ruderin
- Eric Robinson (Wasserballspieler), britischer Wasserballspieler
- Eric Robinson (Politiker) (1929–1981), australischer Politiker
- Eric Robinson (Eishockeyspieler) (* 1995), US-amerikanischer Eishockeyspieler
- Eugene Robinson (* 1963), US-amerikanischer American-Football-Spieler
- Ezekiel Gilman Robinson (1815–1894), US-amerikanischer Theologe

### F
- Fenton Robinson (1935–1997), US-amerikanischer Sänger und Gitarrist
- Fiona Robinson (Fiona Mary Robinson-Hannan; * 1969), australische Basketball- und Handballspielerin
- Flynn Robinson († 2013), US-amerikanischer Basketballspieler
- Frances Mabel Robinson (1858–1956), britische Romanautorin, Literaturkritikerin und Übersetzerin
- Francis Robinson (Autor) (1910–1980), US-amerikanischer Autor, Schauspieler, Produzent und Manager
- Francis Robinson (Historiker) (* 1944), britischer Historiker
- Francis P. Robinson (Francis Pleasant Robinson; 1906–1986), US-amerikanischer Psychologe
- Frank Robinson (1935–2019), US-amerikanischer Baseballspieler und -manager
- Frank Robinson (Footballspieler) (* 1969), US-amerikanischer American-Football-Spieler
- Frank D. Robinson (1930–2022), US-amerikanischer Unternehmer
- Frank M. Robinson (1926–2014), US-amerikanischer Schriftsteller
- Frankie Robinson (* 1938), US-amerikanischer Pianist und Sänger, siehe Sugar Chile Robinson
- Franklin M. Robinson (Frank Robinson; * 1984), US-amerikanischer Basketballspieler
- Franklin Whitman Robinson (1875–1946), US-amerikanischer Organist und Musikpädagoge
- Fred Robinson (1901–1984), US-amerikanischer Posaunist
- Fred D. Robinson, Jr. (* um 1954), pensionierter US-amerikanischer Generalmajor
- Frederick Robinson, 1. Earl of Ripon (1782–1859), britischer Politiker
- Frederick Robinson (Seeoffizier) (1836–1896), britischer Marineoffizier

### G
- Gail Robinson (1946–2008), US-amerikanische Sängerin (Sopran)
- Gar Robinson (* 1995), US-amerikanischer Automobilrennfahrer
- Garth Robinson (* 1970), jamaikanischer Sprinter
- Gene Robinson (* 1947), US-amerikanischer Geistlicher, Bischof in New Hampshire
- Geoffrey Robinson (Politiker) (* 1938), britischer Politiker (Labour Party)
- Geoffrey Robinson (Sportschütze) (* 1947), britischer Sportschütze
- Geoffrey Basil Robinson (* 1957), kanadischer Historiker
- Geoffrey James Robinson (1937–2020), australischer römisch-katholischer Geistlicher, Weihbischof in Sydney
- George Robinson, 1. Marquess of Ripon (1827–1909), britischer Staatsmann
- George Robinson (Kameramann) (1890–1958), US-amerikanischer Kameramann, Schauspieler, Regisseur und Produzent
- George Robinson (Tennisspieler), kanadischer Tennisspieler
- George Augustus Robinson (1791–1866), englisch-tasmanischer Prediger und Missionar
- George D. Robinson (1834–1896), US-amerikanischer Politiker
- Georgia Ann Robinson (1879–1961), US-amerikanische Polizistin
- Gertrude Maud Robinson (1886–1954), englische Chemikerin und Hochschullehrerin
- Gertrude Joch Robinson (* 1927), deutsch-kanadische Kommunikationswissenschaftlerin
- Gilbert de Beauregard Robinson (1906–1992), kanadischer Mathematiker
- Glen Robinson (1914–2002), US-amerikanischer Filmtechniker
- Glenn Robinson (* 1973), US-amerikanischer Basketballspieler
- Gnana Robinson (* 1935), indischer evangelischer Theologe
- Greg Robinson (* 1992), US-amerikanischer American-Football-Spieler

### H
- H. Russell Robinson (1920–1978), britischer Waffenkundler
- Hadley Robinson (* 1994 oder 1995), US-amerikanische Schauspielerin
- Hank Robinson (1923–2012), US-amerikanischer Baseballspieler und Schauspieler
- Harold Robinson (* 1952), US-amerikanischer Kontrabassist und Musikpädagoge
- Harold Ernest Robinson (* 1932), US-amerikanischer Botaniker und Insektenkundler
- Harriet Hanson Robinson (1825–1911), US-amerikanische Frauenrechtlerin und Autorin
- Harry Robinson (1932–1996), schottischer Komponist und Bandleader
- Harry Robinson (Fußballspieler) (* 2000), nordirischer Fußballspieler
- Henry Robinson (Widerstandskämpfer) (1897–1944), europäischer Jugendfunktionär und Widerstandskämpfer
- Henry Crabb Robinson (1775–1867), englischer Journalist
- Henry Morton Robinson (1898–1961), US-amerikanischer Schriftsteller
- Henry Peach Robinson (1830–1901), britischer Fotograf
- Henry S. Robinson (1914–2003), US-amerikanischer Klassischer Archäologe
- Henry Wheeler Robinson (1872–1945), britischer Theologe
- Herbert Robinson (Wirtschaftswissenschaftler, 1914) (Herbert William Robinson; 1914–??), britisch-US-amerikanischer Wirtschaftswissenschaftler und Hochschullehrer
- Herbert Robinson (Wirtschaftswissenschaftler, II), gambischer Wirtschaftswissenschaftler und Hochschullehrer
- Herbert Robinson (Fußballspieler) (Herbert Robinson García; * 1996), mexikanischer Fußballspieler
- Herbert Christopher Robinson (1874–1929), britischer Zoologe
- Hercules Robinson (Admiral) (1789–1864), britischer Admiral
- Hercules Robinson, 1. Baron Rosmead (1824–1897), britischer Kolonialgouverneur und Peer
- Hercules Robinson, 2. Baron Rosmead (1866–1933), britischer Peer und Offizier
- Holly Robinson (Leichtathletin) (* 1994), neuseeländische Leichtathletin
- Holly Robinson Peete (* 1964), US-amerikanische Schauspielerin

### I
- Ian Robinson (Politiker) (* 1925), australischer Politiker
- Ian Robinson (Literaturkritiker) (* 1937), britischer Literaturkritiker
- Ian Robinson (Schriftsteller) (* 1944), britischer Schriftsteller
- Ian Robinson (Squashspieler) (* 1952), englischer Squashspieler
- Ian Robinson (Kristallograph), britischer Kristallograph
- Ian Stuart Robinson (* 1947), irischer Mittelalterhistoriker
- Ikey Robinson (1904–1990), US-amerikanischer Jazzmusiker
- Ione Robinson (1910–1989), US-amerikanische Künstlerin, Schriftstellerin und Journalistin
- Iris Robinson (* 1949), nordirische Politikerin
- Ivan Robinson (* 1971), US-amerikanischer Boxer
- Ivor Robinson († 2014), britischer Buchbinder

### J
- J. Kenneth Robinson (1916–1990), US-amerikanischer Politiker
- J. Peter Robinson (* 1945), britischer Filmkomponist, Arrangeur und Musiker
- J. Russel Robinson (1892–1963), US-amerikanischer Pianist und Komponist
- Jack Robinson (Fußballspieler, 1870) (John William Robinson; 1870–1931), englischer Fußballtorhüter
- Jack Robinson (Rugbyspieler) (1892–1981), australischer Rugby-League-Spieler
- Jack Robinson (Basketballspieler) (1927–2022), US-amerikanischer Basketballspieler
- Jack Robinson (Fußballspieler, 1993) (* 1993), englischer Fußballspieler
- Jack Robinson (Surfer) (* 1997), australischer Surfer
- Jackie Robinson (1919–1972), US-amerikanischer Baseballspieler
- Jacob Robinson (1889–1977), litauisch-amerikanischer Jurist, Historiker und Politiker
- James Robinson (Zahnmediziner) (1813–1862), britischer Zahnmediziner
- James Robinson (Fußballspieler, 1899) (1899–??), irischer Fußballspieler
- James Robinson (Leichtathlet) (* 1954), US-amerikanischer Leichtathlet
- James Robinson (Basketballspieler, 1970) (Hollywood Robinson; * 1970), US-amerikanischer Basketballspieler
- James Robinson (Fußballspieler, 1982) (* 1982), englischer Fußballspieler
- James Robinson (Footballspieler, 1982) (* 1982), US-amerikanischer American-Football-Spieler
- James Robinson (Schauspieler) (* 1983), schottischer Schauspieler
- James Robinson (Basketballspieler, 1994) (* 1994), US-amerikanischer Basketballspieler
- James Robinson (Footballspieler, 1998) (* 1998), US-amerikanischer American-Football-Spieler
- James A. Robinson (* 1960), britisch-amerikanischer Politikwissenschaftler und Ökonom
- James Carroll Robinson (1823–1886), US-amerikanischer Politiker
- James Dale Robinson (* 1963), britischer Comic- und Drehbuchautor
- James Fisher Robinson (1800–1882), US-amerikanischer Politiker
- James G. Robinson (* 1935), US-amerikanischer Filmproduzent
- James Harvey Robinson (1863–1936), US-amerikanischer Historiker
- James L. Robinson (James Lowry Robinson; 1838–1887), US-amerikanischer Politiker
- James McClellan Robinson (1861–1942), US-amerikanischer Politiker
- James McConkey Robinson (1924–2016), US-amerikanischer Theologe und Hochschullehrer
- James Paterson-Robinson (* 1978), australischer Springreiter
- James Sidney Robinson (1827–1892), US-amerikanischer Politiker
- James W. Robinson (James William Robinson; 1878–1964), US-amerikanischer Politiker
- James Wallace Robinson (1826–1898), US-amerikanischer Politiker
- Jamie Robinson (Rennfahrer) (* 1975), britischer Motorradrennfahrer
- Jamie Robinson (Dartspieler, 1976) (* 1976), englischer Dartspieler
- Jamie Robinson (Rugbyspieler) (* 1980), walisischer Rugby-Union-Spieler
- Jamie Robinson (Schiedsrichter) (* 1994), nordirischer Fußballschiedsrichter
- Jamie Robinson (Dartspieler, II), nordirischer Dartspieler
- Jancis Robinson (* 1950), britische Weinkritikerin
- Jane Robinson (Radsportlerin), US-amerikanische Radsportlerin
- Jane Robinson (Kostümbildnerin), US-amerikanische Kostümbildnerin
- Jane Robinson (Ruderin) (* 1969), australische Ruderin
- Janet L. Robinson (* 1950), US-amerikanische Managerin
- Janice Robinson (Posaunistin) (* 1951), US-amerikanische Posaunistin
- Janice Robinson (Sängerin) (* 1967), US-amerikanische Sängerin
- Jared Robinson (* 1963), australischer Schauspieler
- Jasiel A. Robinson, eigentlicher Name von Yung Joc (* 1983), US-amerikanischer Rapper
- Jermaine Robinson (* 1989), US-amerikanischer Arena-Football-Spieler, American-Football-Spieler und Canadian-Football-Spieler
- Jason Robinson (* 1974), britischer Rugbyspieler
- Jay Robinson (1930–2013), US-amerikanischer Schauspieler
- Jeanne Robinson (1948–2010), US-amerikanische Choreographin und Science-Fiction-Autorin
- Jennifer Robinson (Geographin) (Jennifer Dawn Robinson; * 1963), südafrikanische Geographin
- Jennifer Robinson (Eiskunstläuferin) (* 1976), kanadische Eiskunstläuferin
- Jennifer Robinson (Rechtsanwältin) (* 1981), australische Menschenrechtsanwältin
- Jerome Robinson (* 1997), US-amerikanischer Basketballspieler
- Jerry Robinson (1922–2011), US-amerikanischer Comiczeichner
- Jim Robinson (1892–1976), US-amerikanischer Posaunist
- Jimmie Lee Robinson (1931–2002), US-amerikanischer Bluesmusiker
- Jill Robinson (Jill Schary Robinson; 1936–2024), US-amerikanische Autorin
- Joan Robinson (1903–1983), britische Wirtschaftswissenschaftlerin
- Joan G. Robinson (1910–1988), britische Autorin
- Jodi-Ann Robinson (* 1989), kanadische Fußballspielerin
- Joe Robinson (1927–2017), britischer Wrestler und Schauspieler
- John Robinson (Pastor) (um 1575–1625), englischer Theologe
- John Robinson (Bischof) (1650–1723), englischer Diplomat und Geistlicher, Bischof von London
- John Robinson (Komponist) (1682–1762), englischer Komponist
- John Robinson (Politiker) (1704/05–1766), britisch-amerikanischer Politiker
- John Robinson (Schauspieler, 1908) (1908–1979), britischer Schauspieler
- John Robinson (Fußballspieler, 1913) (1913–1989), englischer Fußballspieler
- John Robinson (Fußballspieler, 1920) (1920–1981), nordirischer Fußballspieler
- John Robinson (Fußballspieler, 1934) (* 1934), englischer Fußballspieler
- John Robinson (Bildhauer) (1935–2007), britischer Bildhauer
- John Robinson (Botaniker) (1846–1925), Farn- und Algenkundler
- John Robinson (Schlagzeuger) (JR Robinson; * 1954), amerikanischer Schlagzeuger
- John Robinson (Fußballspieler, 1971) (* 1971), walisischer Fußballspieler
- John Robinson (Schauspieler, 1985) (* 1985), amerikanischer Schauspieler
- John A. T. Robinson (1919–1983), englischer Theologe und Geistlicher, Bischof von Woolwich
- John Alan Robinson (1930–2016), britischer Philosoph und Logiker
- John Beverley Robinson (1821–1896), kanadischer Politiker
- John Buchanan Robinson (1846–1933), amerikanischer Politiker
- John C. Robinson (1817–1897), US-amerikanischer Offizier und Politiker
- John L. Robinson (1813–1860), amerikanischer Politiker
- John McCracken Robinson (1794–1843), amerikanischer Jurist und Politiker
- John P. Robinson (1935–2019), amerikanischer Soziologe
- John S. Robinson (1804–1860), amerikanischer Politiker
- John Seaton Robinson (1856–1903), amerikanischer Politiker
- John T. Robinson (1923–2001), südafrikanischer Paläontologe
- John Yate Robinson (1885–1916), britischer Feldhockeyspieler
- Johnny Robinson (Fußballspieler) (1936–2019), englischer Fußballspieler
- Johnny Robinson (Footballspieler, 1938) (* 1938), US-amerikanischer American-Football-Spieler (Kansas City Chiefs)
- Johnny Robinson (Footballspieler, 1959) (* 1959), US-amerikanischer American-Football-Spieler (Oakland Raiders)
- Jonathan Robinson (1756–1819), US-amerikanischer Politiker
- Jordan Woods-Robinson (* 1985), US-amerikanischer Schauspieler und Musiker
- Joseph Robinson (Komponist) (1815–1898), irischer Komponist, Bariton, Dirigent und Musiklehrer
- Joseph Robinson Jr. († 2015), US-amerikanischer Musiker und Musikproduzent
- Joseph Benjamin Robinson (1845–1929), südafrikanischer Unternehmer
- Joseph Taylor Robinson (1872–1937), US-amerikanischer Politiker
- Joshua Robinson (* 1985), australischer Speerwerfer
- Julia Robinson (1919–1985), US-amerikanische Mathematikerin
- Julie A. Robinson (Julie Anne Robinson; * 1957), US-amerikanische Juristin und Richterin
- Julie Anne Robinson, britische Regisseurin
- Justin Robinson (Musiker) (* 1968), US-amerikanischer Jazz-Saxophonist
- Justin Robinson (Basketballspieler, 1987) (* 1987), britischer Basketballspieler
- Justin Robinson (Basketballspieler, 1995) (* 1995), US-amerikanischer Basketballspieler
- Justin Robinson (Basketballspieler, 1997) (* 1997), US-amerikanischer Basketballspieler
- Justin Robinson (Leichtathlet) (* 2002), US-amerikanischer Leichtathlet

### K
- Kane Brett Robinson, eigentlicher Name von Kano (Rapper) (* 1985), britischer Grime-Rapper
- Katie Robinson (* 2002), britische Fußballspielerin
- Keenan Robinson (* 1989), US-amerikanischer American-Football-Spieler
- Keith Robinson (Archäologe) (1904–1988), britischer Archäologe und Historiker
- Keith Robinson (Leichtathlet) (* 1964), US-amerikanischer Zehnkämpfer
- Keith Robinson (Rugbyspieler) (* 1976), neuseeländischer Rugbyspieler
- Keith Robinson (Schauspieler) (* 1976), US-amerikanischer Schauspieler und Sänger
- Kelsey Robinson (* 1992), US-amerikanische Volleyballspielerin
- Ken Robinson (Autor) (1950–2020), britischer Pädagoge und Autor
- Ken Robinson (Leichtathlet) (* 1963), US-amerikanischer Sprinter
- Kenneth Robinson (Politiker) (1911–1996), britischer Politiker
- Kenneth Girdwood Robinson (1917–2006), Sinologe, Mitherausgeber Science and Civilization in China
- Kenneth W. Robinson (1925–1979), US-amerikanischer Physiker
- Khadevis Robinson (* 1976), US-amerikanischer Sprinter
- Khiry Robinson (* 1989), US-amerikanischer American-Football-Spieler
- Kicker Robinson, US-amerikanischer Schauspieler
- Kim Stanley Robinson (* 1952), US-amerikanischer Science-Fiction-Autor
- Ky Robinson (* 2002), australischer Langstreckenläufer

### L
- Lara Robinson (* 1998), australische Kinderschauspielerin
- Larry Robinson (Astronom), US-amerikanischer Astronom
- Larry Robinson (* 1951), kanadischer Eishockeyspieler und -trainer
- Laurence Milner Robinson (1885–1957), britischer Diplomat
- Leigh Ann Robinson (* 1986), US-amerikanische Fußballspielerin, siehe Leigh Ann Brown
- Lennox Robinson (1886–1958), irischer Dramatiker, Dichter und Theaterproduzent
- Leon Robinson (Schauspieler) (* 1962),  US-amerikanischer Schauspieler
- Leon Robinson (Fußballspieler) (* 2001), deutscher Fußballspieler
- Leonidas D. Robinson (1867–1941), US-amerikanischer Politiker
- Lori J. Robinson (* 1959), US-amerikanischer General und Oberbefehlshaberin
- L. C. Robinson (Louis Charles Robinson, 1914–1976), US-amerikanischer Blues-Sänger, Gitarrist und Fiddle-Spieler
- Lucie Robinson (* 1978), tschechische Fotografin
- Lucius Robinson (1810–1891), US-amerikanischer Politiker
- Lucy Robinson (* 1968), britische Schauspielerin
- Luke Robinson (* 1998), bermudischer Fußballspieler

### M
- Mack Robinson (1914–2000), US-amerikanischer Sprinter
- Madeleine Robinson (1916–2004), französische Schauspielerin
- Madelyn Robinson (* 2000), US-amerikanische Volleyballspielerin
- Marilynne Robinson (* 1943), US-amerikanische Romanautorin und Essayistin
- Mark Robinson (Fußballspieler, 1960) (* 1960), englischer Fußballspieler
- Mark Robinson (Fußballspieler, 1961) (* 1961), englischer Fußballspieler
- Mark Robinson (Fußballtrainer) (* 1965), englischer Fußballtrainer
- Mark Robinson (Fußballspieler, 1968) (* 1968), englischer Fußballspieler
- Mark Robinson (Politiker) (* 1968), US-amerikanischer Politiker
- Mark Robinson (Rugbyspieler) (* 1975), neuseeländischer Rugby-Union-Spieler
- Mark Robinson (Fußballspieler, 1981) (* 1981), englischer Fußballspieler
- Mark F. Robinson, britischer Zoologe
- Mary Robertson (1697-1761), schottische
- Mary Robinson (Dichterin) (1757–1800), englische Dichterin
- Mary Robinson (Buttermere) (1778–1837), englische bürgerliche Ehefrau eines Adligen
- Mary Robinson (* 1944), irische Politikerin
- Mat Robinson (* 1986), kanadischer Eishockeyspieler
- Matt Robinson (1937–2002), US-amerikanischer Schauspieler, Produzent und Drehbuchautor
- Matthew Robinson (Fußballspieler, 1907) (1907–1987), englischer Fußballspieler
- Matthew Robinson (Regisseur, 1944) (* 1944), britischer Regisseur und Produzent
- Matthew Robinson (Fußballspieler, 1974) (* 1974), englischer Fußballspieler
- Matthew Robinson (Regisseur, 1978) (* 1978), US-amerikanischer Regisseur und Drehbuchautor
- Matthew Robinson (Snowboarder) (1985–2014), australischer Para-Snowboarder
- Matthew Robinson-Morris, 2. Baron Rokeby (1713–1800), englischer Adeliger und Exzentriker
- Matthew MacKenzie Robinson (1914–2000), US-amerikanischer Sprinter, siehe Mack Robinson
- Matthew Thomas Robinson (1937–2002), US-amerikanischer Schauspieler, Produzent und Drehbuchautor, siehe Matt Robinson
- Max Robinson (1939–1988), US-amerikanischer Fernsehjournalist
- McNeil Robinson II († 2015), US-amerikanischer Organist und Komponist
- Michael Robinson (Fußballspieler) (1958–2020), irischer Fußballspieler
- Michael Robinson (Footballspieler, 1973) (* 1973), US-amerikanischer American-Football-Spieler
- Michael Robinson (Footballspieler, 1983) (* 1983), US-amerikanischer American-Football-Spieler
- Michael Rowan-Robinson (* 1942), britischer Astrophysiker und Astronom
- Miles Robinson (* 1997), US-amerikanischer Fußballspieler
- Milton S. Robinson (1832–1892), US-amerikanischer Offizier und Politiker
- Mindy Robinson (* 1980), US-amerikanische Schauspielerin und Model
- Mitchell Robinson (* 1998), US-amerikanischer Basketballspieler
- Moses Robinson (1741–1813), US-amerikanischer Politiker
- Moushaumi Robinson (* 1981), US-amerikanische Sprinterin

### N
- Na'Asha Robinson (* 1997), US-amerikanische Sprinterin
- Nat Robinson (1878–1929), englischer Fußballspieler
- Nate Robinson (* 1984), US-amerikanischer Basketballspieler
- Nathan Robinson (* 1981), kanadischer Eishockeyspieler
- Nicholas Robinson (Bischof) (vor 1545–1585), walisischer Bischof
- Nicholas Robinson (Politiker) (1769–1854), englischer Politiker, Bürgermeister von Liverpool
- Nicholas Robinson (Historiker) (* 1946), irischer Historiker
- Nicholas Robinson (* 1982), walisischer Rugbyspieler, siehe Nicky Robinson
- Nicholas Robinson (* 1987), britischer Wasserspringer, siehe Nick Robinson-Baker
- Nicholas Robinson (* 1995), US-amerikanischer Schauspieler, siehe Nick Robinson (Schauspieler)
- Noel Robinson (* 2001), deutsch-nigerianischer Webvideoproduzent und Influencer

### O
- Orphy Robinson (* 1960), britischer Jazzmusiker
- Orrin W. Robinson (1834–1907), US-amerikanischer Politiker
- Orville Robinson (1801–1882), US-amerikanischer Politiker
- Olivia Robinson, (* 1938), britische Rechtshistorikerin

### P
- Paschal Robinson (1870–1948), irischer Ordensgeistlicher, römisch-katholischer Erzbischof und vatikanischer Diplomat
- Patrick Robinson (Autor) (* 1940), englischer Autor
- Patrick Robinson (Leichtathlet) (* 1943), jamaikanischer Sprinter
- Patrick Robinson (Richter) (* 1944), jamaikanischer Richter
- Patrick Robinson (Basketballspieler) (Pat The Roc), US-amerikanischer Basketballspieler, -trainer und -funktionär
- Patrick Robinson (Footballspieler) (* 1987), US-amerikanischer Footballspieler
- Paul Robinson (Politiker) (1882–1935), deutscher Politiker (SPD), Mitglied der Berliner Stadtverordnetenversammlung
- Paul Robinson (Footballspieler) (* 1944), US-amerikanischer American-Football-Spieler
- Paul Robinson (Cricketspieler) (1956–2013), südafrikanischer Cricketspieler
- Paul Robinson (Eiskunstläufer) (* 1965), britischer Eiskunstläufer
- Paul Robinson (Rennfahrer) (* 1975), nordirischer Motorradrennfahrer
- Paul Robinson (Fußballspieler, November 1978) (* 1978), englischer Fußballspieler
- Paul Robinson (Fußballspieler, Dezember 1978) (* 1978), englischer Fußballspieler
- Paul Robinson (Fußballspieler, 1979) (* 1979), englischer Fußballspieler
- Paul Robinson (Fußballspieler, 1982) (* 1982), englischer Fußballspieler
- Paul Robinson (Leichtathlet) (* 1991), irischer Mittelstreckenläufer
- Perry Robinson (1938–2018), US-amerikanischer Jazzklarinettist
- Peter Robinson (Schauspieler) (1874–1947), US-amerikanischer Schauspieler
- Peter Robinson (Geologe) (1932–2019), US-amerikanischer Geologe
- Peter Robinson (Ökonom) (* 1947), britischer Mathematiker und Wirtschaftswissenschaftler
- Peter Robinson (Politiker) (* 1948), nordirischer Politiker
- Peter Robinson (Schriftsteller) (1950–2022), britischer Schriftsteller
- Peter Robinson (Redenschreiber) (* 1957), US-amerikanischer Redenschreiber
- Peter D. Robinson (* 1969), britischer Bischof
- Peter Manning Robinson, britischer Rockmusiker und Filmkomponist
- Phil Alden Robinson (* 1950), US-amerikanischer Regisseur und Drehbuchautor
- Porter Robinson (* 1992), US-amerikanischer Musikproduzent und DJ
- Prince Robinson (1902–1960), US-amerikanischer Saxophonist und Klarinettist

### R
- Raheem Robinson (* 1992), Fußballspieler der Cayman Islands
- Raphael Robinson (1911–1995), US-amerikanischer Mathematiker
- Ray Robinson (Cricketspieler, 1914) (1914–1965), australischer Cricketspieler
- Ray Robinson (Cricketspieler, 1940) (1940–2001), englischer Cricketspieler
- Raymond Robinson (Fußballspieler) (1895–1964), englischer Fußballspieler
- Raymond Robinson (Radsportler) (1929–2018), südafrikanischer Radsportler
- Raymond Charles Robinson (1930–2004), US-amerikanischer Sänger, Songwriter und Komponist, siehe Ray Charles
- Reginald R. Robinson (* 1972), US-amerikanischer Pianist
- Rey Robinson (* 1952), US-amerikanischer Sprinter
- Rich Robinson (* 1969), US-amerikanischer Gitarrist
- Richard Robinson, 1. Baron Rokeby (1708–1794), englischer Geistlicher, Erzbischof von Armagh
- Richard Robinson (Philosoph) (1902–1996), britischer Philosoph
- Richard Atkinson Robinson (1849–1928), britischer Politiker
- Robert Robinson (Pastor) (1735–1790), britischer Prediger
- Robert Robinson (1886–1975), britischer Chemiker
- Robert Robinson (Moderator) (Robert Henry Robinson; 1927–2011), britischer Moderator und Journalist
- Robert H. Robinson (1824–1909), US-amerikanischer Geistlicher und Aktivist
- Robert P. Robinson (1869–1939), US-amerikanischer Politiker (Delaware)
- Robbie Robinson (Rugbyspieler) (Robert Blair Robinson; * 1989), neuseeländischer Rugbyspieler
- Robbie Robinson (Fußballspieler) (* 1998), US-amerikanischer Fußballspieler
- Robby Robinson (Robin Robinson; * 1946), US-amerikanischer Bodybuilder
- Roger Robinson (Schauspieler) (* 1940), US-amerikanischer Schauspieler
- Roger Robinson (Comiczeichner) (* 1971), US-amerikanischer Comiczeichner
- Roger Robinson (Footballspieler) (* 1982), US-amerikanischer Footballspieler
- Rona Robinson (1884–1962), englisch-britische Chemikerin, Autorin, Frauenrechtlerin und Suffragette
- Roscoe Robinson (1928–1993), US-amerikanischer General
- Ross Robinson, US-amerikanischer Musikproduzent
- Ruairí Robinson (* 1978), irischer Animator und Filmregisseur
- Rubye Robinson (1942–1967), US-amerikanische Bürgerrechtlerin
- Russell Robinson (* 2001), US-amerikanischer Dreispringer

### S
- Samantha Henry-Robinson (* 1988), jamaikanische Leichtathletin
- Samantha Robinson (Schauspielerin, 1981) (* 1981), britische Schauspielerin
- Samantha Robinson (Schauspielerin, 1991) (* 1991), US-amerikanische Schauspielerin
- Scott Robinson (* 1959), US-amerikanischer Saxophonist
- Scott Robinson (Fußballspieler) (* 1992), schottischer Fußballspieler
- Sharlene Cartwright-Robinson (* 1971), Politikerin der Turks- und Caicosinseln
- Sharon Robinson (* 1958), US-amerikanische Sängerin, Komponistin und Musikproduzentin
- Shawan Robinson (* 1983), US-amerikanischer Basketballspieler
- Sidney Robinson (1876–1959), britischer Leichtathlet
- Smokey Robinson (William Robinson, Jr; * 1940), US-amerikanischer Sänger
- Spider Robinson (* 1948), kanadischer Schriftsteller
- Spike Robinson (1930–2001), US-amerikanischer Saxophonist
- Spottswood Robinson (1916–1998), US-amerikanischer Anwalt, Richter und Bürgerrechtler
- Stacy Robinson (1962–2012), US-amerikanischer American-Football-Spieler
- Stan Robinson (1936–2017), britischer Jazzmusiker
- Stanford Robinson (1904–1984), britischer Dirigent
- Stephen Robinson (Fußballspieler) (* 1974), nordirischer Fußballtrainer und -spieler
- Stephen C. Robinson (* 1957), US-amerikanischer Jurist
- Stephen E. Robinson (1947–2018), US-amerikanischer mormonischer Apologet und Religionswissenschaftler
- Stephen Kern Robinson (* 1955), US-amerikanischer Astronaut
- Stephen M. Robinson (* 1942), US-amerikanischer Mathematiker
- Steve Robinson (Fußballspieler, 1964) (Steven Martin Robinson; * 1964), englischer Fußballspieler
- Steve Robinson (Boxer) (* 1966), britischer Boxer
- Steve Robinson (Fußballspieler, 1974) (Stephen Robinson; * 1974), nordirischer Fußballspieler und -trainer
- Steve Robinson (Fußballspieler, 1975) (Steven Eli Robinson; * 1975), englischer Fußballspieler
- Sue Lewis Robinson (* 1952), US-amerikanische Juristin
- Sugar Chile Robinson (Frank Isaac Robinson; * 1938), US-amerikanischer Pianist und Sänger
- Sugar Ray Robinson (1921–1989), US-amerikanischer Boxer
- Svend Robinson (* 1952), kanadischer Politiker
- Sylvia Robinson (1936–2011), US-amerikanische Sängerin und Produzentin

### T
- Tancred Robinson (um 1657–1748), englischer Arzt
- Tancred Robinson, 3. Baronet (1685–1754), britischer Admiral und Bürgermeister von York
- Terese Robinson (1873–1945), deutsche Übersetzerin und Schriftstellerin
- Terry Robinson (1916–2014), US-amerikanischer Chiropraktiker und Fitnesstrainer
- Terryon Robinson (* 1994), US-amerikanischer American-Football-Spieler
- Theo Robinson (* 1989), englischer Fußballspieler
- Theodore Robinson (Maler) (1852–1896), US-amerikanischer Maler
- Theodore Robinson (Bogenschütze) (1866–1959), britischer Bogenschütze
- Therese Robinson (1873–1945), deutsche Übersetzerin und Schriftstellerin, siehe Terese Robinson
- Therese Albertine Luise Robinson, Ehename von Therese von Jacob (1797–1870), deutsche Schriftstellerin
- Thomas Robinson (Komponist) (um 1560–1609?), englischer Komponist und Musiklehrer
- Thomas Robinson, 1. Baron Grantham (1695–1770), britischer Adliger und Politiker
- Thomas Robinson, 2. Baron Grantham (1738–1786), britischer Adliger und Politiker
- Thomas Robinson junior (1800–1843), US-amerikanischer Politiker
- Thomas Robinson (Tennisspieler), australischer Tennisspieler
- Thomas Robinson (Basketballspieler) (* 1991), US-amerikanischer Basketballspieler
- Thomas Robinson (Schauspieler) (* 2002), US-amerikanischer Schauspieler
- Thomas J. B. Robinson (1868–1958), US-amerikanischer Politiker
- Thomas Romney Robinson (1792–1882), britischer Astronom
- Tim Robinson (Kartograf) (1935–2020), britischer Kartograf und Künstler
- Tim Robinson (Cricketspieler, 1958) (* 1958), englischer Cricketspieler und -schiedsrichter
- Tim Robinson (Schauspieler) (* 1981), US-amerikanischer Schauspieler, Komiker und Autor
- Tim Robinson (Cricketspieler, 2002) (* 2002), neuseeländischer Cricketspieler
- Tissi Robinson (* 1987), deutschamerikanischer American-Football-Spieler
- Todd D. Robinson (* 1963), US-amerikanischer Diplomat
- Tom Robinson (Leichtathlet) (Thomas Augustus Robinson; 1938–2012), bahamaischer Sprinter
- Tom Robinson (* 1950), britischer Musiker und Songwriter
- Tommy Robinson (* 1982), britischer politischer Aktivist
- Tommy F. Robinson (1942–2024), US-amerikanischer Politiker
- Tony Robinson (* 1946), britischer Schauspieler, Autor und politischer Aktivist

### V
- Val Robinson (* 1940), neuseeländische Mittelstreckenläuferin
- Vance Robinson (* 1936), US-amerikanischer Sprinter
- Vera Robinson (1917–1996), britische Schwimmerin
- Vicki Sue Robinson (1954–2000), US-amerikanische Disco-Sängerin
- Victor Robinson (1886–1947), US-amerikanischer Pharmazeut, Arzt und Medizinhistoriker
- Victoria B. Robinson (* 1980), deutsche Journalistin, Moderatorin und Autorin
- Vinette Robinson (* 1981), britische Schauspielerin

### W
- Wayne Robinson (* 1958), US-amerikanischer Basketballspieler
- Wendy Raquel Robinson (* 1967), US-amerikanische Schauspielerin
- Wesley Robinson (* 1993); Fußballspieler der Cayman Islands
- Wilbert Robinson (1863–1934), US-amerikanischer Baseballspieler
- William Robinson (Politiker, 1693) (1693–1751), britischer Politiker im kolonialen Nordamerika (Rhode Island)
- William Robinson (Politiker, 1836) (1836–1912), britischer Gouverneur von Hongkong und von Trinidad und Tobago
- William Robinson (Gartengestalter) (1838–1935), irischer Gärtner, Journalist und Pflanzenkundler
- William Robinson (Schwimmer) (1870–1940), britischer Schwimmer
- William Robinson (Maler) (* 1936), australischer Maler und Lithograf
- William Robinson (Philosoph), US-amerikanischer Philosoph
- William Robinson (* 1940), amerikanischer Sänger, siehe Smokey Robinson
- William Benjamin Robinson (1797–1873), kanadischer Pelzhändler und Politiker
- William Callyhan Robinson (1834–1911), amerikanischer Jurist und Pädagoge
- William Cleaver Francis Robinson (1834–1897), britischer Kolonialbeamter
- William Ellsworth Robinson (1861–1918), US-amerikanischer Trickkünstler
- William Erigena Robinson (1814–1892), US-amerikanischer Jurist und Politiker
- William Heath Robinson (1872–1944), britischer Karikaturist, Illustrator und Schriftsteller
- William I. Robinson (* 1959), amerikanischer Sozial- und Politikwissenschaftler
- William Leefe Robinson (1895–1918), britischer Jagdflieger
- William S. Robinson (1913–1996), US-amerikanischer Statistiker
- Willie Robinson (1942–2012), US-amerikanischer Rennfahrer
- Winifred Josephine Robinson (1867–1962), US-amerikanische Botanikerin

### Y
- Yank Robinson (1859–1894), US-amerikanischer Baseballspieler

### Z
- Zuleikha Robinson (* 1977), englische Schauspielerin